# Чужий проти Хижака
«Чужи́й про́ти Хижака́» (англ. Alien vs. Predator або AVP) — американський фантастичний фільм жахів 2004 року режисера Пола В. С. Андерсона, який також був одним з авторів сценарію (сценарій розроблявся з 1991 року). Ця стрічка — продовження-кросовер фільмів про Чужих та Хижаків, розповідає про боротьбу цих прибульців. На написання історії П. Андерсоном, Ш. Салерно, Д. О'Беноном та Р. Шусеттом вплинули комікси про цих персонажів, міфологія ацтеків та твори Е. фон Денікена. На створення картини було витрачено 95 млн. доларів (бюджет 60 млн. $), а касові збори склали 172 544 654 долари. Прем'єра відбулась 13 серпня 2004 року. Слоган картини: «Хто б не переміг, ми програємо…» Сиквел фільму, Чужі проти Хижака: Реквієм (2007), починається безпосередньо з останньої сцени фільму.
Фільм розповідає про висадку експедиції вчених під патронатом мільярдера Ч. Б. Вейланда на антарктичному острові Буве з метою дослідження загадкової піраміди, яка поєднує елементи кількох культур (єгипетської, кхмерської, ацтекської). Споруда насправді є місцем, де раса Хижаків проводить обряд ініціації через полювання на Ксеноморфів (Чужих). Саме цього року він має проводитись і люди опиняються поміж двох смертельних ворогів, намагаючись вибратись звідси живими.

## Сюжет
У 1904 році на китобійній станції зникають усі люди. У 2004 році супутник компанії Вейланд Індастріз фіксує виділення тепла з-під 700-метрового шару криги на острові Буве в Атлантиці, джерелом якого є таємнича піраміда. Для її дослідження Чарльз Бішоп Вейланд запрошує команду з лінгвістів, археологів, бурильників, найманців і альпіністки Алекси Вудс як провідника. Експедиція виявила на острові покинуту китобійну станцію і тунель крізь кригу до самої піраміди, який виник за одну ніч (був зроблений потужним тепловим променем з космічного корабля прибульців, що досяг земної орбіти). Дослідники спускаються тунелем до споруди під кригою і з'ясовують, що це піраміда, яка поєднує в собі елементи кількох давніх культур. Усередині розміщенні дивні статуї та написи схожі на шумерські. У жертовній кімнаті лежать скелети з проламаною зсередини грудною кліткою. Декілька дослідників залишається тут, а інші спускаються на нижчий рівень.
В цей час приземлюються три Хижака, вбивають бурильників нагорі і спускаються до піраміди. Дослідники знаходять дивні артефакти і випадково запускають механізм, який пробуджує з кріогенного сну королеву Чужих та активує зміну положення стін кожні десять хвилин. Королева Чужих починає відкладати на конвеєр яйця, які механізм підіймає до жертовної кімнати, яка тепер заблокована. З них на людей вистрибують мордохапи і вживлюють у замкнених там людей личинки Чужих. Вони швидко виходять назовні і починають полювати на людей і Хижаків. Між прибульцями відбувається сутичка, в ході якої гине кілька людей (в тому числі Ч. Б. Вейланд), а мордохап «запліднює» одного з Хижаків.
Людям стає відомо з написів на стінах, що Хижаки тисячі років прилітають на Землю. Саме вони привнесли на цю планету цивілізацію: навчили людей будувати піраміди і поклонятись прибульцям як богам. Кожні сто років вони прилітали до них для проведення у храмі обряду ініціації, який полягав у полюванні на Чужих. Люди були потрібні для вирощування Чужих у собі (знайдені у жертовній кімнаті). У випадку перемоги над Ксеноморфами Хижаки ставали справжніми воїнами, а у протилежному — знищували себе та усю людську цивілізацію даної місцевості.
Себаст'ян потрапляє до Чужих, Алекса ж вирішує допомогти Хижаку (інші два загинули) перемогти Чужих, щоб ті не досягли поверхні. Вона віддає прибульцю знайдену зброю, яка стріляє плазмою. Хижак погоджується прийняти Алексу у союзники, коли вона вбиває Чужого, і робить їй з його частин зброю (з голови — щит, з хвоста — спис). Разом вони досягають тунелю до поверхні, залишаючи внизу активований пристрій для самознищення. Він вибухає і знищує всіх Чужих окрім їх королеви. Коли Хижак наносить Алексі знак воїна на щоку, вона вибирається на поверхню, де Хижак продовжує битись з нею. Разом з Алексою він перемагає ворога і зіштовхує до води, проте і сам гине від отриманих ран. В цей час стає видимим космічний корабель прибульців. Вони забирають тіло загиблого, а головний, помітивши на щоці Алекси символ, вручає їй свій спис на знак поваги. Вони летять, лишаючи Алексу саму, яка йде до всюдиходу. А на кораблі з тіла Хижака «народжується» Чужехижак.

## Акторський склад
- Санаа Латан — Алекса Вудс, полярна дослідниця, провідниця експедиції Ч. Вейланда
- Ленс Генріксен — Чарльз Бішоп Вейланд, хворий мільярдер, власник «Вейланд Індастріз», чий супутник виявив піраміду
- Рауль Бова — Себаст'ян де Роза, археолог, якому вдалося перекласти написи у піраміді
- Юен Бремнер — Граем Міллер, інженер
- Колін Селмон — Максвелл Стаффорд, асистент Чарльза Вейланда
- Томмі Фленаган — Марк Верхейден, найманець, член експедиції
- Джозеф Райе — Джо Коннорс, дослідник
- Агата де Ла Булає — Адель Руссо, член експедиції
- Карстен Норгаард — Растін Квінн, керівник бурильної команди
- Ієн Вайт — Хижак Шрам, останній з трьох прибулих для полювання (два інших: Косар і Кельтський), був озброєний лише холодною зброєю (телескопічний спис, кинджал, наручні леза різної довжини з кількома функціями, сітки, прозорі мотузки, сюрікени) і пристроєм для самознищення, оскільки вогнепальну Хижаки мали взяти у піраміді
- Том Вудрафф мол. — Чужий, вид прибульців, на який полювали Хижаки; один з них отримав ім'я Решітка через порізи від сітки Хижака
- Сем Тротон — Томас Паркс